# 나탈리야 나자로바
나탈리야 빅토로브나 나자로바(러시아어: Ната́лья Ви́кторовна Наза́рова, 1979년 5월 26일 ~ )는 러시아의 육상 선수이다.

## 생애
모스크바에서 태어났다. 2003년 세계 선수권 대회에서 4위를 했다. 2004년 아테네에서 열린 2004년 하계 올림픽 결승에서 8위를 했다. 이후 계주에서 은메달을 땄다.